# あんどん丸
あんどん丸（あんどんまる）は、日本のゲイ漫画家・イラストレーター。

## 経歴
30代はじめから絵を描き始め、43歳で漫画を描き始める。
2012年末、新宿2丁目のコミュニティーセンター「AKTA」にてイラストの個展「大股開き」を開催した。

## 作風
昭和の生活ギャグ漫画を思わせる丸っこい描線で、太めの中熟年男性を描く。
漫画はコメディータッチの作品が多い。ダジャレや名作漫画・落語・文学作品・民話等からのパロディーを多用する。
代表作は「あんどん丸まんが日記」。日記と銘打ち作者自身のキャラを主人公としているが、実際に描かれる内容はほぼフィクションであり、エッセイ的な要素よりもほのぼの生活ギャグの色彩が強い。

## 執筆スタイル
兼業作家であり、日中は別の仕事があるため、主に深夜に描いている。
出社時間を締め切りと設定し、1日1ページ（または4コマ1本）作品を執筆し、SNSにアップすることを自らに課している。ただし達成できない日も多くある。

## 作品リスト
ほぼ全ての作品をSNSで公開しており、twitterのモーメントにまとめられている。短編の読み切り作品が主だが、同じキャラクターが登場するシリーズもある。

### 読み切り
- 「国語教師と数学教師が男同士で付き合ったらこうなった」 　作中に「蟹工船」のコミカライズも登場する
- 「殿、温めておいたでござる！」
- 「うれし・恥ずかし　ニコニコ課長の秘密の教え」
- 「男色・風呂屋かんさつ日記　はさむ男」
- 「おねがい！ごんべえくん」
- 「ぬぎ好き部長」
- 「窓ぎわ課長」
- 「プロゴルファーくまさん」　原案・大山たいも

### シリーズ
・「あんどん丸まんが日記」
　「ウキウキドライブ編」
　「布団とマクラを買った話」
　「黒歴史編」
　「白ハゲ編」
　「静かなつぶやき」
　「あんどん丸の風呂屋観察日記 特別編」
　「iPad 使ってる絵師さんだけにしか伝わらない(使ってても伝わらないかもしれない)微妙なまんが」
　「フレンチディナーは破廉恥!?」
　「雨と苔のロマンス」
　「気持ちがすぐに明るくなるシンプルなひとつの方法」
　「あんどん丸まんが日記 セレクション 2017年春」
　「あんどん丸まんが日記 セレクション 2017年夏」
　「あんどん丸まんが日記 セレクション 2017年冬」
・「豪快くまさん」
　「豪快くまさん」
　「豪快くまさん　春は抜け毛の季節です」
　「豪快くまさん　あいつをちゃんとさせよう！」
　「豪快くまさん　２人の出逢い編」
・「くまひげさんとひげまるくん」原案・大山たいも
　「くまひげさんとひげまるくん セレクション」
　「ある夕べのこと」
　「ひげまる、新種を発見!?」　

## 単行本
・「あんどん丸の昭和太おじパラダイス 純情ホルモン編」2021年4月刊行
・「あんどん丸の昭和太おじパラダイス 裸踊りロマン編」2021年4月刊行

## その他
1年に1作のペースでLINEクリエイターズ・スタンプを制作している。